# EOAO Fysiolatris
EOAO Fysiolatris (gr. Εκδρομικός Ορειβατικός Αθλητικός Όμιλος Νικαίας „Ο Φυσιολάτρης”, Ekdromikos Oreiwatikos Athlitikos Omilos Nikaias „O Fysiolatris”) – grecki klub szachowy z siedzibą w Nikiei, pięciokrotny mistrz kraju.

## Historia
Klub powstał w 2000 roku i posiadał sekcje alpinizmu i szachów. W 2009 roku szachowa sekcja zadebiutowała w Alpha Ethniki, zajmując wówczas ósme miejsce. W 2016 roku zespół zdobył mistrzostwo Grecji. Skład drużyny stanowili wówczas m.in. Robert Kempiński, Stelios Chalkias, Spiridon Kapnisis i Marina Brunello. W sezonie 2017 klub zajął drugie miejsce w lidze, za SO Kawala. Zespół ponownie zdobył mistrzostwo kraju w sezonach 2018–2019 oraz 2021–2022.

## Arcymistrzowie w historii klubu
- Zoltán Almási[11]
- Marin Bosiočić[12]
- Stelios Chalkias[13]
- Iwan Czeparinow[14]
- Andreas Heimann[15]
- Spiridon Kapnisis[16]
- Robert Kempiński[12]
- Eltac Səfərli[11]
- Loek van Wely[17]